# SpongeBob SquarePants Movie Soundtrack
SpongeBob SquarePants Movie Soundtrack è la colonna sonora del film SpongeBob - Il film uscito nel 2004 sotto l'etichetta Sire Records/Warner Bros. Records.
La traccia principale SpongeBob Squarepants Theme è cantata dalla cantante canadese Avril Lavigne. Esiste un video in cui si vede la giovane cantante mentre registra il pezzo, alternata a interviste e a spezzoni del film.
Il pezzo Goofy Goober Rock è inciso sulle note di I Wanna Rock dei Twisted Sister, celebre gruppo heavy metal anni settanta e ottanta.
Il motivo Nouveary man si può sentire anche nei titoli di testa dell'episodio Gara di lumache.

## Tracce
1. SpongeBob SquarePants Theme Song – Avril Lavigne – 0:46
2. SpongeBob & Patrick Confront the Psychic Wall of Energy – The Flaming Lips – 3:37
3. Just a Kid – Wilco – 2:51
4. The Goofy Goober Song – Mike Simpson, SpongeBob, Patrick – 2:41
5. Prince Paul's Bubble Party – Waikikis, SpongeBob, Patrick, Squiddi – 2:29
6. Bikini Bottom – Electrocute – 3:40
7. The Best Day Ever – SpongeBob – 3:02
8. They'll Soon Discover – The Shins – 3:25
9. Ocean Man – Ween – 2:07
10. Under My Rock – Patrick – 3:17
11. Now That We're Men – SpongeBob, Patrick, The Monsters – 1:50
12. Goofy Goober Rock – Tom Rothrock, Jim Wise – 2:54
13. You Better Swim – Motörhead – 5:12
14. The Jellyfish Song By the Jellyfish Band – Plus-Tech Squeeze Box – 1:15
15. SpongeBob SquarePants Theme (Movie Version) – Pirates – 1:01